# Блокада целијачног плексуса
Блокада целијачног плексуса је привремена дисрупција трансмисије импулса за бол, заснована на убризгавањеу кортикостероидних препарата или дугоделујућих локалних анестетика. Примењује се у патогенези висцералног малигног бола код болесника са очекиваним кратким веком преживљавања малигне (злоћудне) болести јер и сам блок обично траје 3–6 месеци.

## Основне информације
Већина неуролитичних блокова циља симпатетички систем који има важну улогу у патогенези висцералног малигног бола. Зависно од анатомске структуре захваћене малигним процесом и дерматомске дистрибуције бола врши се блок одређеног сегмента симпатетичког нервног система.
Дијагностички блок са локалним анестетиком претходи свим неуролотичким блоковима сем спиналног блока алкохолом за који не постоји добра дијагностичка процедура.
При томе треба нагласити да успешан дијагностички (прогностички) блок не гарантује успешан неуролитички блок.

## Индикације
Блокада целијачног плексуса врши се у сврху обезбољавања болесника са малигном болешћу панкреаса, али и код других малигнитета и стања која су узрок хроничног абдоминалног бола: желудац, јетра, жучна кеса трансверзални колон, слезина, бубрези и проксимални утерус. 
Уобичајено се прво врши дијагностичка блокада применом локалног анестетика. У случају да дође до значајног смањења болова, може се вршити неуролитичка блокада, која доводи до дуготрајног смањења болова у 70-90% болесника са малигнитетом у горњем стомаку. Не треба заборавити да ови дијагностички и прогностички блокови могу бити лажно позитивни и лажно негативни, па њихова примена није универзално прихваћена, а резултате треба тумачити са пажњом.
Мета-анализа 24 студије са 1.145 болесника из 1995 која је проценила ефикасност целијачног блока, показала је да је 89% болесника имало смањење бола после 2 недеље, а 58% комплетну аналгезију. После 3 месеца, резултати су били слични, 90% и 56%. Недавне студије потврђују ефикасност блока, али не и независност од додатне употребе опиоида.
Метода важи као релативно безбедна процедура. Алтернатива целијачном блоку је спланхнички блок који се изводи на нивоу Т11 у контрасту на Т12-Л1 за целијачни блок.
Блок се врши под флуороскопском или ЦТ контролом. Постоји неколико приступа: постериорни трансаортални, паравертебрални (ретрокрурални) и трансдискални. Ниједан није супериоран у односу на други.

## Кортикостероиди у блокади целијачног бола
Кортикостероиди поседују аналгетичка својства код разних синдрома канцерског бола, укључујући:
- коштани бол,
- неуропатски бол настао од инфламације или компресије нервних структура,
- главобоља услед повишеног интракранијалног притиска,
- артралгија,
- бол услед опструкције шупљих органа или истезања органских капсула.

Ефикасни су и код третмана бола и симптома насталих код метастатске компресије кичмене мождине. Сем тога, кортикостероиди побољшавају апетит, смањују мучнину и малаксалост и уопште повољно делују на укупан квалитет живота. 
На основу клиничког искуства примењују се два терапијска режима: – високе дозе (дексаметазон 100 мг, затим 96 мг на дан у 4 подељене дозе) се користе код компресије кичмене мождине или у епизодама акутног напада бола који се не може брзо купирати опиоидима; – мале дозе (дексаметазон од 2 до 4мг или преднизолона 5–10мг једном или два пута дневно) се примењују код пацијената у поодмаклој фази малигнитета који имају болове и поред оптималне дозе опиоида. 
Дуготрајна терапија кортикостероидима доводи до значајних нежељених дејстава, као што су имуносупресија, хипертензија, хипергликемија, асептична некроза, ГИ улкус и психозе. 
Код малигнитета корист терапије често превазилази потенцијални ризик од нежељених ефеката, посебно у случајевима централног нервног система. Широки емпиријски терапијски спектар кортикостероида је неприкладан за дефинисање смерница о ефикасном дозирању.

## Комликације
Компликације могу бити: 
- пролазна хипотензија,
- пролив,
- парестезије,
- хематурија,
- неумоторакс,
- бол у рамену,
- спорадично параплегија.